# 911 (Gorillaz e D12)
911 è un singolo collaborativo dei gruppi musicali Gorillaz e D12, pubblicato nel 2001 ed estratto dalla colonna sonora del film Bad Company - Protocollo Praga. Il brano vede la partecipazione di Terry Hall, membro del gruppo The Specials.

## Tracce
1. 911
2. 911 (Clean Version)
3. 911 (Short Version Ultra-Clean)